# 好鬦剛果麗魚
好鬦剛果麗魚，為輻鰭魚綱鱸形目隆頭魚亞目慈鯛科的其中一種，分布於非洲剛果河上游流域，體長可達5.2公分，棲息在底層水域，生活習性不明。